# Martin Erlić
Martin Erlić (Zadar, 24. siječnja 1998.) hrvatski je nogometaš i reprezentativac koji igra na poziciji stopera. Trenutačno igra za Midtjylland.

## Klupska karijera
Godine 2012. prešao je iz Dinama u Rijeku. Dvije godine kasnije prešao je iz Rijeke u Parmu. U Parmi je ostao godinu dana, do 2015. godine, kada je Parma bankrotirala. Tada je postao igračem Sassuola.
Dana 31. kolovoza 2017. godine Erlić je posuđen talijanskom trećeligašu Südtirolu. Dana 8. listopada Erlić je ostvario svoj klupski i seniorski debi i to protiv Padove od koje je Südtirol izgubio 1:3. Svoj prvi i jedini klupski pogodak postigao je 8. studenoga kada je postigao jedini pogodak u ligaškoj utakmici protiv Sambenedettesea.
Dana 10. srpnja 2018. godine Sassuolo je posudio Erlića Speziji do kraja sezone. Za Speziju je debitirao 4. kolovoza 2018. u utakmici Coppa Italije u kojoj je Sambenedettese poražen 2:1. To je bila jedina utakmica koju je odigrao te sezone. Propustio je ostatak sezone zbog ozljede koljena.
Unatoč tome što je odigrao jednu utakmicu cijelu sezone, Spezia ga je odlučila otkupiti 15. srpnja 2019. godine. U talijanskoj drugoj ligi zvanoj Serie B debitirao je 19. listopada 2019. u utakmici protiv kluba Delfino Pescara koji je poražen 1:2. Te je sezone Spezia izborila plasman u Serie A. U toj ligi Erlić je debitirao 27. rujna 2020. godine kada je Spezia izgubila 1:4 od Erlićevog bivšeg kluba Sassuola. Dana 6. veljače 2021. postigao je svoj prvi klupski i ligaški pogodak i to protiv Sassuola.
Dana 31. kolovoza 2021. godine Sassuolo je ponovno kupio Erlića, no poslao ga je na posudbu u Speziju do kraja sezone.
Za Sassuolo je debitirao 20. kolovoza 2022. kada je Sassuolo u utakmici Serie A pobijedio Lecce s minimalnih 1:0. Klupski prvijenac postigao je 11. prosinca 2023. kada je Sassuolo izgubio 2:1 od Cagliarija u ligi.
Erlić je 2. kolovoza 2024. prešao u Bolognu.

## Reprezentativna karijera
Nastupao je za sve omladinske selekcije Hrvatske od 17 do 21 godine. Sa selekcijom do 17 godina nastupao je na Europskom prvenstvu 2015. održanom u Bugarskoj i Svjetskom prvenstvu 2015. održanom u Čileu. Sa selekcijom do 21 godine nastupao je na Europskom prvenstvu 2021. održanom u Sloveniji i Mađarskoj.
Za A selekciju Hrvatske debitirao je 6. lipnja 2022. godine kada je Hrvatska igrala 1:1 s Francuskom u UEFA Ligi nacija 2022./23. Propustio je bratovo vjenčanje kako bi zaigrao za reprezentaciju.
Dana 9. studenoga 2022. izbornik Zlatko Dalić uvrstio je Erlića na popis igrača za Svjetsko prvenstvo 2022.

## Priznanja

### Individualna
- 2024. Odlukom predsjednik Republike Hrvatske Zorana Milanovića odlikovan je Redom Danice hrvatske s likom Franje Bučara: "Za izniman uspjeh hrvatske nogometne reprezentacije, doprinos sportu i međunarodnom ugledu Republike Hrvatske te osvajanju 3. mjesta na 22. Svjetskom nogometnom prvenstvu u Državi Katru" [23]

### Reprezentativna
Hrvatska
- Svjetsko prvenstvo: 2022. (3. mjesto)[24]
- UEFA Liga nacija (2. mjesto): 2022./23.

## Vanjske poveznice
- Profil, Hrvatski nogometni savez
- Profil, Soccerway (engl.)
- Profil, Transfermarkt (engl.)